# Пак Сін Хє
У цьому корейському імені прізвище (Пак) стоїть перед особовим ім'ям.
Пак Сін Хє або Пак Шін Хє (кор. 박신혜, ханча: 朴信惠; нар. 18 лютого 1990) — південнокорейська акторка та співачка. Вона отримала визнання за свої ролі в мелодрамах «Сходи в небеса» (2003) і «Дерево небес» (2006). Пак Сін Хє, яку вважають[хто саме?] однією з найпродуктивніших акторок з огляду на її вік, отримала подальшу славу завдяки своїм ролям у таких телевізійних драмах, як «Ти прекрасний!», «Спадкоємці», «Піноккіо» та інші.
У 2015 році Сін Хє посіла 33-тє місце у списку Forbes Korea Power Celebrity (впливових корейських знаменитостей) та 12-те у 2017 році.

## Раннє життя та навчання
Пак Сін Хє народилася 18 лютого 1990 року в Кванджу та виросла в районі Сонпха, Сеул. Вона має старшого брата, Пак Сін Вона, який є гітаристом і композитором. Сін Хє вперше з'явилася у музичному кліпі «Flower» виконавця Лі Син Хвана, а потім пройшла офіційне навчання вокалу, танцю та акторській грі.
Після закінчення Старшої жіночої школи Йонпха, Сін Хє вступила до університету Чунан. Провчившись вісім років, у лютому 2016 року вона отримала диплом за спеціальністю «театральне мистецтво». Сін Хє отримала нагороду за досягнення на церемонії зустрічі випускників, як посол-артистка університету.

## Кар'єра

### 2003—2008: Початок кар'єри
Дебютом Сін Хє на телебаченні стала роль в популярному романтичному серіалі «Сходи в небеса» 2003 року, в якому вона зіграла головну героїню в підлітковому віці. Пізніше вона знялася в серіалі «Дерево небес», за вдало зіграну роль в якому отримала похвалу від критиків. Серіал також показувався в Японії, завдяки чому підвищилась популярність Сін Хє за кордоном.
Першим фільмом, де вона отримала головну роль, став фільм жахів «Злі двійнята» 2007 року, в якому Сін Хє зіграла дві ролі: головну героїню і привида її померлої сестри, який переслідує сестру після смерті. Потім вона з'явилася у серіалі «Палац С», що є спінофом популярного серіалу «Палац» 2006 року.

### 2009—2012: Зростання популярності

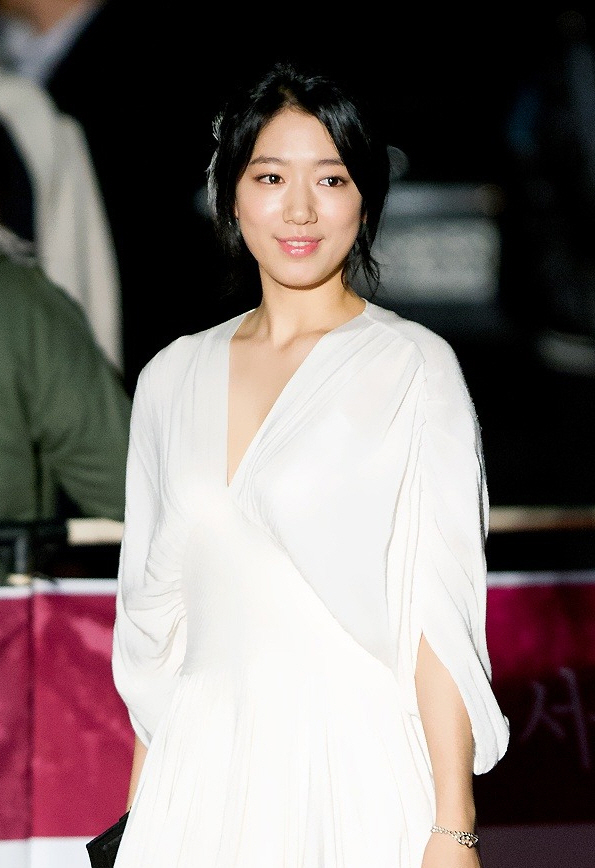
У січні 2012

Сін Хє здобула ще більшу популярність після головної ролі, в якій героїня перевдягається в хлопця, у серіалі «Ти прекрасний!» (2009) разом із Чан Кин Соком. Попри низькі рейтинги, серіал сформував групу шанувальників навколо себе і отримав високі рейтинги в Японії. Вона випустила пісні «Lovely Day» і «Without Words», які є саундтреком до серіалу.
У 2010 році Сін Хє знімалася у малобюджетному романтичному комедійному фільмі «Агентство Сірано», в якому сюжет обертається навколо агентства знайомств, яке допомагає своїм клієнтам завоювати серця людей, яких вони прагнуть. Сплячий хіт отримав комерційний успіх і позитивні відгуки від критиків, залучивши 2,7 мільйона глядачів по всій країні і ставши 8-м найбільш продаваним фільмом року. Сін Хє виграла «Нагороду за популярність (жінки)» в категорії «Кіно» на Премії мистецтв Пексан.
Потім Сін Хє знімалася у молодіжній мелодрамі «Струни душі» каналу MBC разом із Чон Йон Хвою. У цьому ж році вона з'явилася у своєї першій драмі Республіки Китаю «Хаяте, бойовий дворецький», яка заснована на японській сьонен-манзі з таким же ім'ям.
У 2012 році Сін Хє отримала роль у третьому сезоні спеціальної драми KBS «Не хвилюйся, я привид», яка була показана 15 липня. ЇЇ акторська гра у драмі виграла нагороду «Найкраща акторка одноактної / спеціальної / короткої драми» на Премії KBS драма 2012.

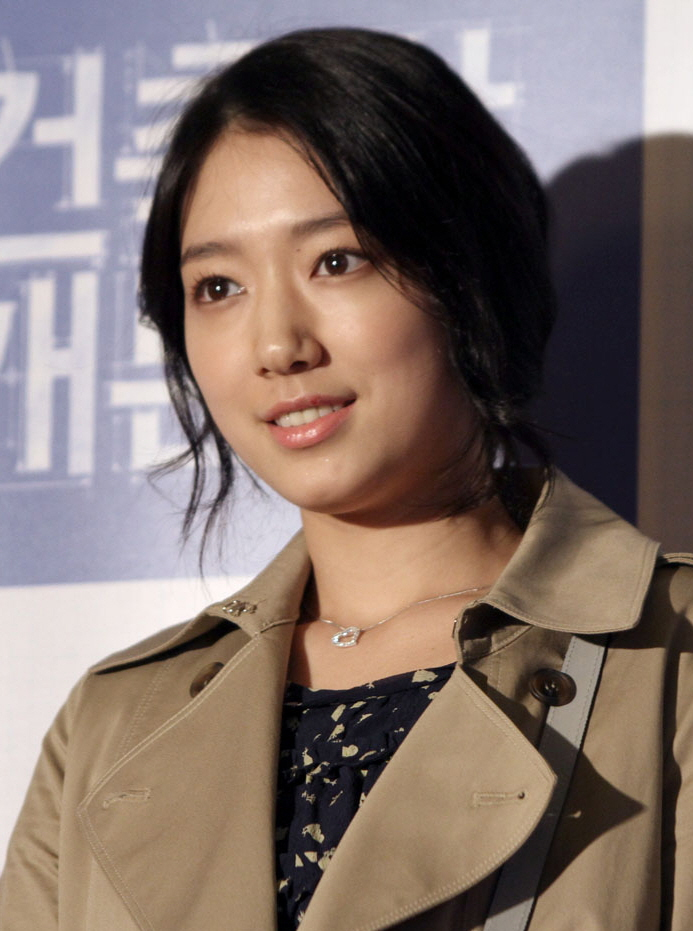
У березні 2012

### 2013—2015: Прорив у кар'єрі
У 2013 році Сін Хє знімалася у третій частині серіалу tvN «Квітковий хлопець» під назвою «Сусідські хлопці-квіткарі» разом з актором Юн Сі Юн. Потім вона з'явилася в сімейній драмі «Диво в камері № 7» Продажі квитків на фільм досягли 12,32 мільйона, зробивши його одним із найкасовіших корейських фільмів. Вона виграла нагороду «Найкраща акторка другого плану» на 33-й Премії корейської асоціації кінокритиків.
Щоб відсвяткувати свою 10-ту річницю акторської кар'єри, Сін Хє влаштувала тур «2013 Park Shin Hye Asia Tour: Kiss Of Angel» в чотирьох азійських країнах, ставши першою акторкою, яка влаштувала тур по Азії. Потім вона разом із колишнім дитячим актором Ю Син Хо знялася в музичному відео на пісню «Eraser», яка входить альбому «Two'clock… Playground» актора і співака Со Чі Соп.
У цьому ж році Сін Хє знімалася разом із Лі Мін Хо у «Спадкоємцях», підлітковій драмі, написаної Кім Ин Сук. «Спадкоємці» отримали величезну популярність як в Кореї з піковим рейтингом 28,6 %, так і за кордоном, маючи більше ніж один мільярд сукупних переглядів на китайському вебсайті потокового відео iQiyi. Сін Хє зазнала сплеску в популярності, як на території своєї країни, так і за кордоном, а також стала зіркою корейської хвилі. Вона отримала нагороду «Популярна зарубіжна акторка» на «Премії драм Anhui TV 2013».
У 2014 році Сін Хє зіграла роль королеви в історичному фільму «Королівський кравець». У цьому ж році Сін Хє знімалася у «Піноккіо» разом із Лі Чон Соком. Вона грала героїню, що мала хронічний симптом під назвою «комплекс Піноккіо», при якому хворий починає нестямно гикати після того, як говорить брехню. Піноккіо став хітом, заробивши приблизно $5,62 млн за права на показ протягом лише одного року.
Завдяки драмам «Спадкоємці» кінця 2013 року та «Піноккіо» 2014 року, вона була включена до корейського списку Forbes Korea Power Celebrity, де зайняла 33-тє місце. У цьому ж році «Section TV Entertainment Relay» каналу MBC охрестили її титулом «Молодша сестра нації». Також Сін Хє отримала «Подяку прем'єр-міністра» на «Премії корейської популярної культури та мистецтва» за свій вклад у корейську хвилю.

### 2016— сьогодення: Продовження успіху
У 2016 році Сін Хє повернулася на телеекрани з роллю у медичній драмі «Лікарі» каналу SBS, де вона грає проблемного підлітка, який пізніше перетворюється на успішну лікарку. Драма була хітом і займала перші місця в чартах за рейтингами перегляду та популярністю протягом свого 10-тижневого показу. Потім вона з'явилася у фільмі «Мій надокучливий брат», разом і акторами Чо Чон Соком і То Кьон Су з Exo. У цьому ж році Сін Хє була обрана «Найулюбленішою корейською акторкою» фанами корейської хвилі у США.
У 2017 році Сін Хє знімається у кримінальному трилері «Серце почорніло», корейському ремейку гонконзького фільму «Мовчазний свідок», разом із Чхве Мін Сіком.

## Участь у рекламі
Сін Хє стала однією з найбільш затребуваних осіб щодо участі в рекламі після своєї появи у хітовій драмі «Піноккіо» (2014—2015). За повідомленнями, такі бренди, як Mamonde і Bruno Magli, помітили сплеск у продажах завдяки Пак Сін Хє. Також вона брала участь у рекламі деяких міжнародних брендів, таких як італійський розкішний бренд Bruno Magli, французький бренд верхнього одягу і взуття Millet та філіппінський бренд одягу Bench.
Також Сін Хє є першою корейською зіркою, яка була обрана моделлю для Visa, та першою корейською знаменитістю, яка була обрана міжнародним послом для австрійського бренду ювелірних виробів Swarovski.

## Дискографія

### Сингли
| Рік  | Назва пісні / Трек                 | Альбом                             | Нотатки                                                         | Прим.  |
| ---- | ---------------------------------- | ---------------------------------- | --------------------------------------------------------------- | ------ |
| 2006 | «Love Rain»                        | «Дерево небес OST»                 |                                                                 |        |
| 2007 | «Jingle Ha-Day»                    | «Jingle Ha-Day»                    | разом із Лі Син Хван                                            |        |
| 2009 | «Lovely Day»                       | «You're Beautiful OST»             |                                                                 |        |
| 2009 | «Without a Word»                   | «You're Beautiful OST»             |                                                                 |        |
| 2010 | «It Was You»                       | «Агентство Сірано OST»             | з Лі Мін Чон                                                    |        |
| 2011 | «우주에서»                         | «Зелені дні: Динозавр і я OST»     | з Сон Чхан Ий                                                   |        |
| 2011 | «The Day We Fall In Love»          | «Струни душі OST»                  |                                                                 | [ 66 ] |
| 2011 | «I Will Forget You»                | «Струни душі OST»                  | виконання пісні CN Blue під такою ж назвою з альбому «Bluetory» |        |
| 2012 | «I Think of You»                   | «Music and Lyrics OST»             | з Ю Ґон                                                         | [ 67 ] |
| 2012 | «Memories»                         | «Не хвилюйся, я привид OST»        |                                                                 | [ 68 ] |
| 2013 | «Pitch Black»                      | «Сусіди квіткові хлопці OST»       |                                                                 |        |
| 2013 | «Story»                            | «Спадкоємці OST»                   |                                                                 | [ 69 ] |
| 2013 | «Break Up For You, Not Yet For Me» | «Break Up For You, Not Yet For Me» | разом із Хваса з Mamamoo; Standing Egg Remake                   | [ 70 ] |
| 2014 | «Arm Pillow»                       | «Arm Pillow»                       |                                                                 | [ 71 ] |
| 2014 | «My Dear»                          | «My Dear»                          | з Йон Чун Хьон                                                  | [ 72 ] |
| 2014 | «Love Is Like Snow»                | «Піноккіо OST»                     |                                                                 | [ 73 ] |
| 2015 | «Dreaming a Dream»                 | «Піноккіо OST»                     |                                                                 |        |
| 2015 | «Perfect»                          | «Perfect»                          | SALTNPAPER разом із Пак Сін Хє                                  | [ 74 ] |

## Інше

### Роль посла
| Рік         | Назва                                                                       | Організатор кампанії                                        | Нотатки                                 | Прим.  |
| ----------- | --------------------------------------------------------------------------- | ----------------------------------------------------------- | --------------------------------------- | ------ |
| 2009        | PR посол Сеульського міжнародного фестивалю анімації і мультфільмів (SICAF) | Міжнародна асоціація анімаційного кіно                      | —                                       | [ 75 ] |
| 2010        | PR посол 17-го Міжнародного кінофестиваль у Чонджу                          | Міжнародний кінофестиваль у Чонджу (JIFF)                   | з Сон Чжун Кі                           | [ 76 ] |
| 2011 — 2014 | PR посол кампанії «Stop Hunger»                                             | Корейська міжнародна організація «Їжа для голодних» (KFHI)  | з Юн Сі Юн                              | [ 77 ] |
| 2012        | PR посол 49-ої Премії «Великий дзвін»                                       | Премія «Великий дзвін»                                      | з Чу Сан Ук                             | [ 78 ] |
| 2013 — 2014 | PR посол кампанії антиконтрафактних товарів                                 | Корейська асоціація із захисту інтелектуальних прав (KIPRA) | —                                       | [ 79 ] |
| 2014        | Посол Чунан                                                                 | Університет Чунан                                           | з Квон Ю Рі, Чхве Су Йон та Кім Су Хьон | [ 80 ] |

### Соціальна діяльність
З 2011 року Сін Хє заснувала проєкт Starlight Angel, діяльність якої заснована на допомозі дітям як у своїй країні, так і за кордоном. У 2009 році вона заснувала «Центр Сін Хє» у Гані, який включає бібліотеку та аудіовізуальну залу. Другий центр був побудований у Манілі, Філіппіни, у 2016 році. Сін Хє є спонсором для дитини під ім'ям Абанне.
24 листопада 2016 року Пак Сін Хє стала 36-м членом Korea Food for the Hungry International's Philanthropy Club, обраної групи меценатів, які надали організації не менше $85 тисяч.
Сін Хє регулярно бере участь у благодійних подіях, таких як захід збору коштів «Надії, Мрії, Щаслива подорож до Кореї», що проведена некомерційною організацією «Good Friends Save Children» (GFSC), і кампанії Lovely Hands від Lotte Department Store. Також вона робить регулярні пожертвування на благодійність.